# اینکردبل ایندیا
اینکردبل ایندیا (انگلیسی: Incredible India) شرکت گردشگری هندی است، که در سال ۲۰۰۲ تأسیس شد.